# Prionailurus planiceps
Il gatto a testa piatta (Prionailurus planiceps Vigors e Horsfield, 1827) è un piccolo felino selvatico diffuso in maniera discontinua nella penisola malese, nel Borneo e a Sumatra. Dal 2008 la IUCN lo classifica tra le specie in pericolo a causa della distruzione delle zone umide in cui vive.
Questo felino è molto raro in cattività, dove si trovano meno di 10 esemplari - tutti in zoo dell'Asia sud-orientale - registrati dal Sistema Internazionale Informativo delle Specie (ISIS) agli inizi del 2010. Come altri piccoli felidi, in passato veniva classificato nel genere Felis, ma attualmente è considerato una delle quattro specie di Prionailurus.

## Descrizione
Il gatto a testa piatta ha una lunghezza testa-corpo di 41–50 cm e una breve coda di 13–15 cm. Pesa 1,5-2,5 kg. Il fitto mantello è generalmente di colore grigio e marrone-rossastro scuro, con testa dai toni più rossastri e regioni inferiori biancastre. Tranne che per alcune striature facciali relativamente poco evidenti, ha il mantello piuttosto uniforme. Le zampe sono abbastanza corte e le orecchie sono brevi e arrotondate.
Le membrane interdigitali delle zampe consentono al felino di muoversi meglio su terreni fangosi e nell'acqua e sono perfino più sviluppate di quelle presenti nel gatto pescatore. Gli artigli sono solo parzialmente retrattili, come quelli del ghepardo. La forma della testa è piuttosto insolita per un felino; il cranio è abbastanza lungo, mentre la calotta cranica, così come indica sia il nome comune che quello scientifico, è piuttosto appiattita. Anche la posizione degli occhi è insolita: rispetto a quelli degli altri felini, infatti, essi, piuttosto ravvicinati tra loro, sono posizionati molto in avanti; quest'ultima caratteristica consente all'animale di godere di una visione stereoscopica. Inoltre i denti si sono adattati a far presa su prede scivolose e le mandibole sono relativamente potenti. Queste caratteristiche permettono al gatto a testa piatta di afferrare e trattenere prede acquatiche con la stessa abilità del gatto pescatore, suo stretto parente.

## Distribuzione e habitat

Un gatto a testa piatta immortalato da una trappola fotografica nella Riserva Forestale di Tangkulap; Sabah (Malaysia), marzo del 2009.

L'areale del gatto a testa piatta è ristretto alle foreste pluviali tropicali di pianura dell'estremità meridionale della Thailandia, della Malesia peninsulare, di Sabah, Sarawak, Brunei, Kalimantan e Sumatra. Vive prevalentemente in zone d'acqua dolce di pianura e nei pressi della costa. Più del 70% degli avvistamenti sono ovvenuti a meno di 3 km di distanza dall'acqua.
Si incontra anche nelle foreste, sia primarie che secondarie.

## Biologia
Il gatto a testa piatta viene generalmente considerato un animale notturno, ma le osservazioni effettuate in cattività fanno ipotizzare che abbia abitudini più crepuscolari. Si nutre soprattutto di rane, pesci e crostacei, ma anche di ratti e polli. In cattività mostra un maggior interesse verso potenziali prede acquatiche, piuttosto che su quelle di terraferma, il che fa supporre che nel suo habitat naturale preferisca cacciare in zone rivierasche.
Ha premolari relativamente lunghi ed è uno dei pochi felini (insieme al ghepardo, al gatto pescatore e al gatto di Iriomote) che non sono in grado di retrarre completamente gli artigli. Questi adattamenti, così come le sue abitudini, lo rendono molto simile ad un mustelide semi-acquatico ed è ben noto per la facilità con cui si muove nell'acqua.
In natura i gatti a testa piatta sono solitari e delimitano il loro territorio con marcature odorose. Diversamente da altri felini, tuttavia, spruzzano l'urina camminando in avanti in posizione rannicchiata, rilasciando, in tal modo, una traccia sul terreno, invece di dirigere il getto verso una superficie verticale. Sembra che emetta vocalizzi simili a quelli del gatto domestico.
Malgrado tutto, comunque, conosciamo ben poco le abitudini di questo felino allo stato selvatico; sappiamo, tuttavia, che ha un periodo di gestazione di circa 56 giorni e che in cattività la femmina dà alla luce nidiate di 1-2 piccoli. Alcuni esemplari in cattività hanno raggiunto i quattordici anni di età.

## Conservazione
Il gatto a testa piatta viene classificato dalla IUCN tra le specie in pericolo e compare nell'Appendice I della CITES. La sua popolazione totale è probabilmente inferiore ai 2500 esemplari adulti e nessuna singola sotto-popolazione è costituita da più di 250 adulti. Malgrado la distruzione dell'habitat e l'inquinamento idrico costituiscano serie minacce alla sua sopravvivenza, vari avvistamenti avvenuti in piantagioni di palma da olio suggeriscono che sia una specie meno specializzata di quanto venga generalmente creduto. Il gatto a testa piatta gode della più completa protezione in tutto il suo areale, tranne che nel Brunei, dove non viene garantita ad esso alcuna protezione. Normalmente viene avvistato solo molto di rado.